# Raszyn
Raszyn è un comune rurale polacco del distretto di Pruszków, nel voivodato della Masovia.
Ricopre una superficie di 43,89 km² e nel 2004 contava 19 374 abitanti.
Il 19 aprile 1809 fu teatro della Battaglia di Raszyn, in cui il Ducato di Varsavia, aiutata dal Regno di Sassonia, si difese dall'Impero austriaco.